# Christie Golden
Œuvres principales
- Série Le Destin des Jedi
- StarCraft : La Saga du templier noir

Christie Golden, née le 21 novembre 1963 à Atlanta en Géorgie, fille de James R. Golden (1920-2011), est une romancière américaine de science-fiction, fantastique et horreur.

## Biographie
En 1991, le premier roman de Christie Golden, Le Vampire des brumes, remporte un franc succès et voit l'apparition de l'archétype du vampire elfe. Joueuse passionnée du jeu World of Warcraft, elle a écrit de nombreux romans à succès se déroulant dans cet univers. Elle est également très prolifique dans l'univers de StarCraft, avec entre autres StarCraft : La Saga du templier noir et dans l'univers étendu de Star Wars où elle a notamment contribué à la série Le Destin des Jedi avec les auteurs Aaron Allston et Troy Denning. Elle réside actuellement dans le Colorado, avec son mari et ses deux enfants.

## Œuvres

### SérieThe Final Dance
1. La Légende du dragon, Harlequin, coll. Luna, 2005 ((en) On Fire's Wings, 2004)
2. La Légende des glaces, Harlequin, coll. Luna, 2006 ((en) In Stone's Clasp, 2005)

### SérieRavenloft
1. Le Vampire des brumes, Fleuve noir, 1995 ((en) Vampire of the Mists, 1991)
2. Danse avec les morts, Fleuve noir, 1995 ((en) Dance of the Dead, 1992)
3. L'Ennemi intime numéro un, Fleuve noir, 1996 ((en) The Enemy Within, 1994)

### UniversStar Trek

#### Star Trek: Voyager
- Le Mangeur d'étoiles, Ada, 2000 ((en) The Murdered Sun, 1996)

### UniversWarcraft

#### Romans indépendants
- Le Chef de la rébellion, Panini, 2003 ((en) Lord of the Clans, 2001)
- Durotan, Panini, 2016 ((en) Durotan, 2016)
- Warcraft, Panini, 2016 ((en) Warcraft, 2016)Novélisation du film

### UniversWorld of Warcraft

#### SérieShadowlands
Chaque volume de cette série est écrit par un écrivain différent. Les auteurs des autres volumes sont : William King (tome 1) et Madeleine Roux (tome 3).
1. Avant la tempête, Bragelonne, 2018 ((en) Before the Storm, 2018)

#### Romans indépendants
- L'Ascension de la Horde, Panini, 2011 ((en) Rise of the Horde, 2007)
- Au-delà de la porte des ténèbres, Panini, 2012 ((en) Beyond the Dark Portal, 2008)Écrit avec Aaron Rosenberg.
- Arthas : L'Ascension du Roi-Liche, Panini, 2010 ((en) Arthas: The Rise of the Lich King, 2009)
- L'Effondrement : Prélude au cataclysme, Panini, 2010 ((en) The Shattering: Prelude to Cataclysm, 2010)
- Thrall : Le Crépuscule des aspects, Panini, 2011 ((en) Thrall: Twilight of the Aspects, 2011)
- Jaina Portvaillant : Le Déferlement, Panini, 2012 ((en) Jaina Proudmoore: Tides of War, 2012)
- Crimes de guerre, Panini, 2014 ((en) War Crimes, 2014)
- Sylvanas, Bragelonne, 2024 ((en) Sylvanas, 2022), trad. Tristan Lathière, 384 p.  (ISBN 979-10-281-1609-5)

### UniversStarCraft

#### SérieLa Saga du templier noir
1. Premiers-nés, Panini, 2010 ((en) Firstborn, 2007)
2. Chasseurs de l'ombre, Panini, 2012 ((en) Shadow Hunters, 2007)
3. Crépuscule, Panini, 2012 ((en) Twilight, 2009)

#### SérieStarCraft II
1. La Dette du diable, Panini, 2011 ((en) Devils' Due, 2011)
2. L'Embrasement, Panini, 2013 ((en) Flashpoint, 2012)

### UniversStar Wars

#### SérieLe Destin des Jedi
1. Présage, Pocket, coll. « Star Wars » no 118, 2013 ((en) Omen, 2009)  (ISBN 978-2-266-22810-7)
2. Alliés, Pocket, coll. « Star Wars » no 121, 2013 ((en) Allies, 2010)  (ISBN 978-2-266-22813-8)
3. Ascension, Pocket, coll. « Star Wars » no 124, 2014 ((en) Ascension, 2011)  (ISBN 978-2-266-22816-9)

#### SérieBattlefront
Le premier tome de cette série a été écrit par Alexander Freed.
1. L'Escouade Inferno, Pocket, coll. « Star Wars » no 166, 2019 ((en) Inferno Squad, 2017)  (ISBN 978-2-266-29469-0)

#### Romans indépendants
- Sombre Apprenti, Pocket, coll. « Star Wars » no 138, 2017 ((en) Dark Disciple, 2015)  (ISBN 978-2-266-27134-9)

### UniversAssassin's Creed
- Heresy, Bragelonne, 2017 ((en) Heresy, 2016)
- Le Roman du film, Milady, 2017 ((en) The Official Movie Novelization, 2016)

### Romans indépendants
- Valérian et la Cité des milles planètes, Fleurus, 2017 ((en) Valerian and the City of a Thousand Planets, 2017)